# Embraer EMB 312 Tucano
Embraer EMB-312 Tucano je turbovrtulový cvičný a lehký bojový letoun vyvinutý brazilskou společností Embraer. Byl to první cvičný letoun od počátku vyvíjený pro turbovrtulový pohon a zároveň první vrtulový cvičný letoun vybavený vystřelovacími sedadly. Slouží pro základní letecký výcvik a vedení protipovstaleckého boje (COIN). Do služby byl zaveden roku 1983. Tucano byl první velký komerční úspěch firmy Embraer. Té se jej podařilo prodat do celé řady zemí, včetně Velké Británie a Francie. Jeho dalším vývojem později vznikl vylepšený typ Embraer EMB-314 Super Tucano.

## Vývoj

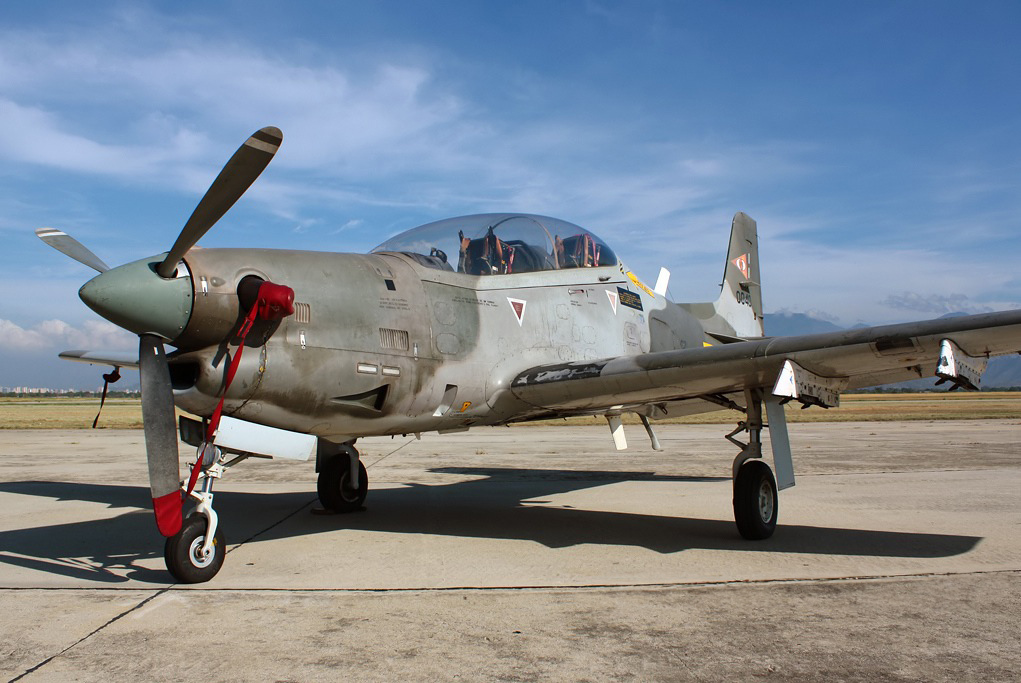
Venezuelský EMB-312 Tucano

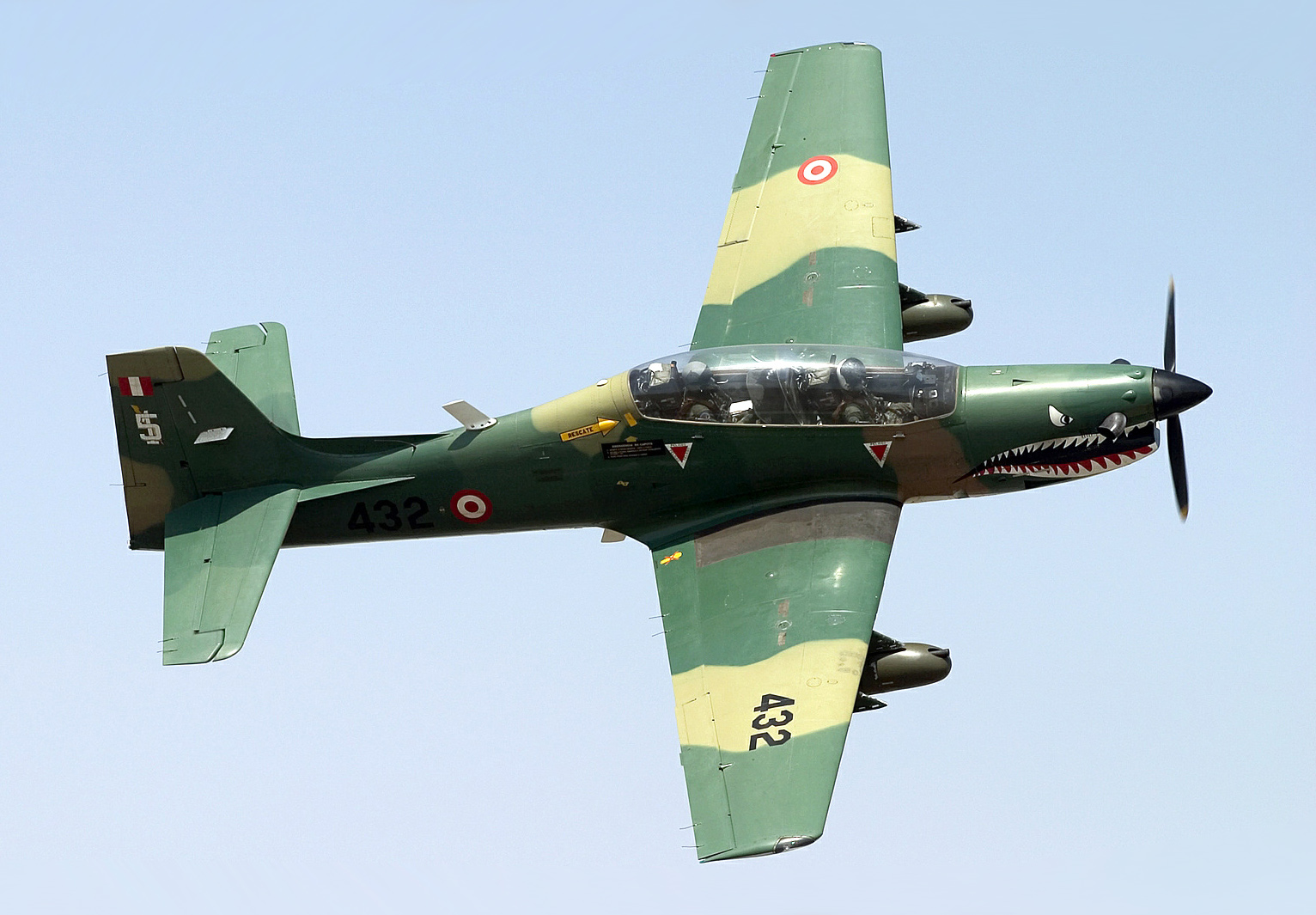
Ozbrojený peruánský letoun Tucano

Vývoj letounu byl zahájen v lednu 1978 na základě specifikací brazilského letectva. Dne 6. prosince prosinci 1978 byly objednány dva prototypy a dva draky pro statické a únavové zkoušky. První let prototypu (výr. č. 1300) se uskutečnil v 16. srpna 1980. Další následoval 10. prosince 1980 (1301) a první sériový stroj 16. srpna 1982 (imatrikulace PP-ZDK). Brazilské letectvo letouny přijalo do služby v září 1983. Cvičné stroje byly označeny T-27 a bojové A-27. Ve službě nahradily americké Cessny T-37.
V březnu 1985 si letouny Tucano, upravené podle britských požadavků, vybralo britské královské letectvo jako náhradu cvičných letounů BAC Jet Provost. Britská verze Tucano T.Mk.1 měla britské vybavení, zesílenou konstrukci a silnější motor Garrett TPE331-12B se čtyřlistou vrtulí. Byla licenčně vyráběna společností Short Brothers a dále exportována do Keni a Kuvajtu.
Roku 1991 Embraer představil výkonnější verzi EMB-312H se zesíleným prodlouženým trupem a výkonnějším motorem PT-6A-68 (1250 hp). Měl také větší nosnost zbraní a vylepšené senzory. Vývoj této verze financovala společnost Northrop Grumman za účelem účasti v soutěži na cvičný letoun USAF Joint Primary Aircraft Training System (JPATS). V ní nakonec zvítězil typ Beechcraft T-6 Texan II. EMB-312H se stal základem pro novou generaci letounu Embraer EMB 314 Super Tucano.

## Popis

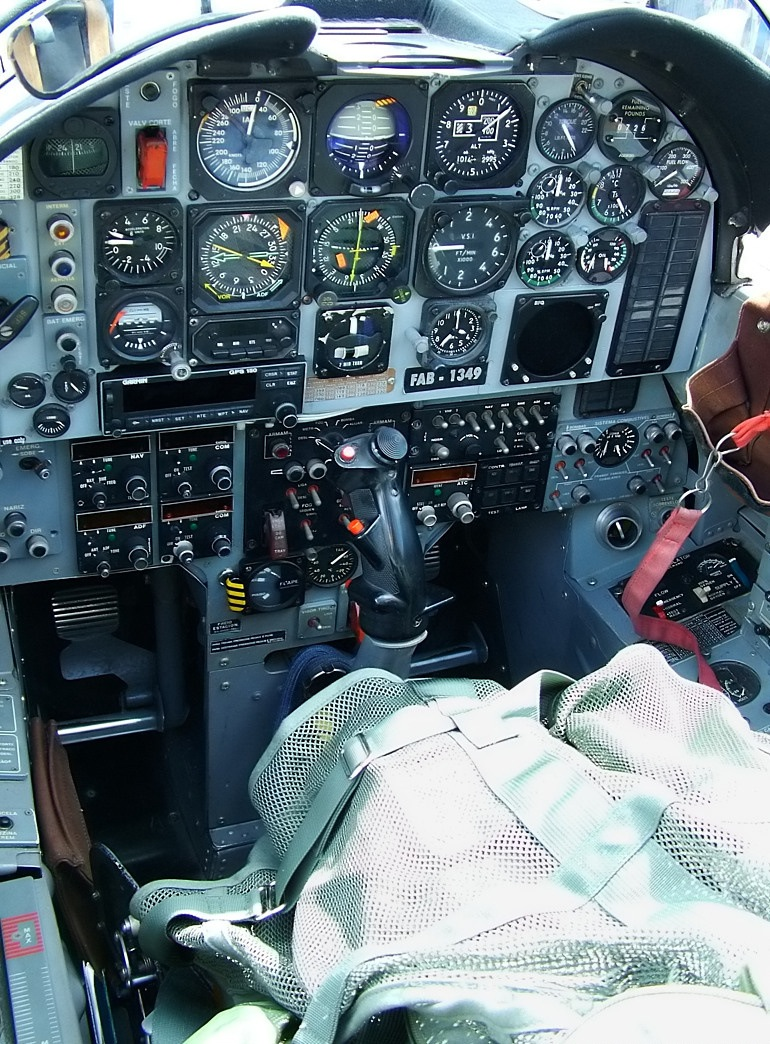
Kokpit

Jde o dvoumístný jednomotorový dolnoplošník. Pilotní kabina má tandemové uspořádání. Posádka sedí na vystřelovacích sedadlech Martin-Baker BR-8LC. Kokpit je vybaven průhledovými displeji HUD. Turbovrtulový motor PT6A-25C o výkonu 560 kW pohání třílistou vrtuli Hartzell HC-B-3TN-3C/T-10. Stroj může nést výzbroj na čtyřech podkřídelních závěsnících. Jde o pouzdra s kulomety, raketnice pro 70mm neřízené střely, přídavné nádrže, nebo klasické pumy (Mk.81 a Mk.82).

## Verze

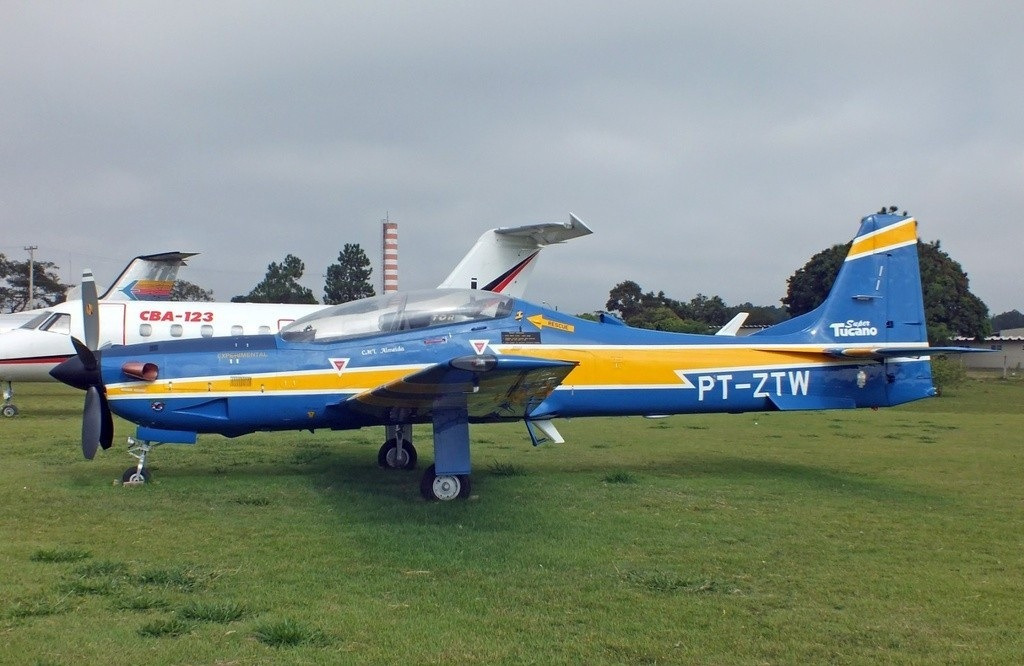
Prototyp EMB-312H (PT-ZTW)

- EMB-312A – Základní verze letounu.
  - YT-27 – Předsériové letouny brazilské cvičné verze.
  - T-27 – Brazilská cvičná verze.
  - A-27 – Brazilská bitevní verze.
- EMB-312F – Výkonnější verze pro francouzské letectvo.
- EMB-312S – Výkonnější verze pro britské letectvo.
  - Tucano T.Mk.1 – EMB-312S vyráběné licenčně společností Short Brothers pro britské letectvo.
  - Tucano T.Mk.51 – Letouny Short Tucano vyráběné pro Keňu.
  - Tucano T.Mk.52 – Letouny Short Tucano vyráběné pro Kuvajt.
- EMB-312G – Prototyp poháněný motorem Garrett.
- EMB-312H – Modernizovaná výkonnější verze z roku 1991. Základ pozdějšího Super Tucana.

## Uživatelé

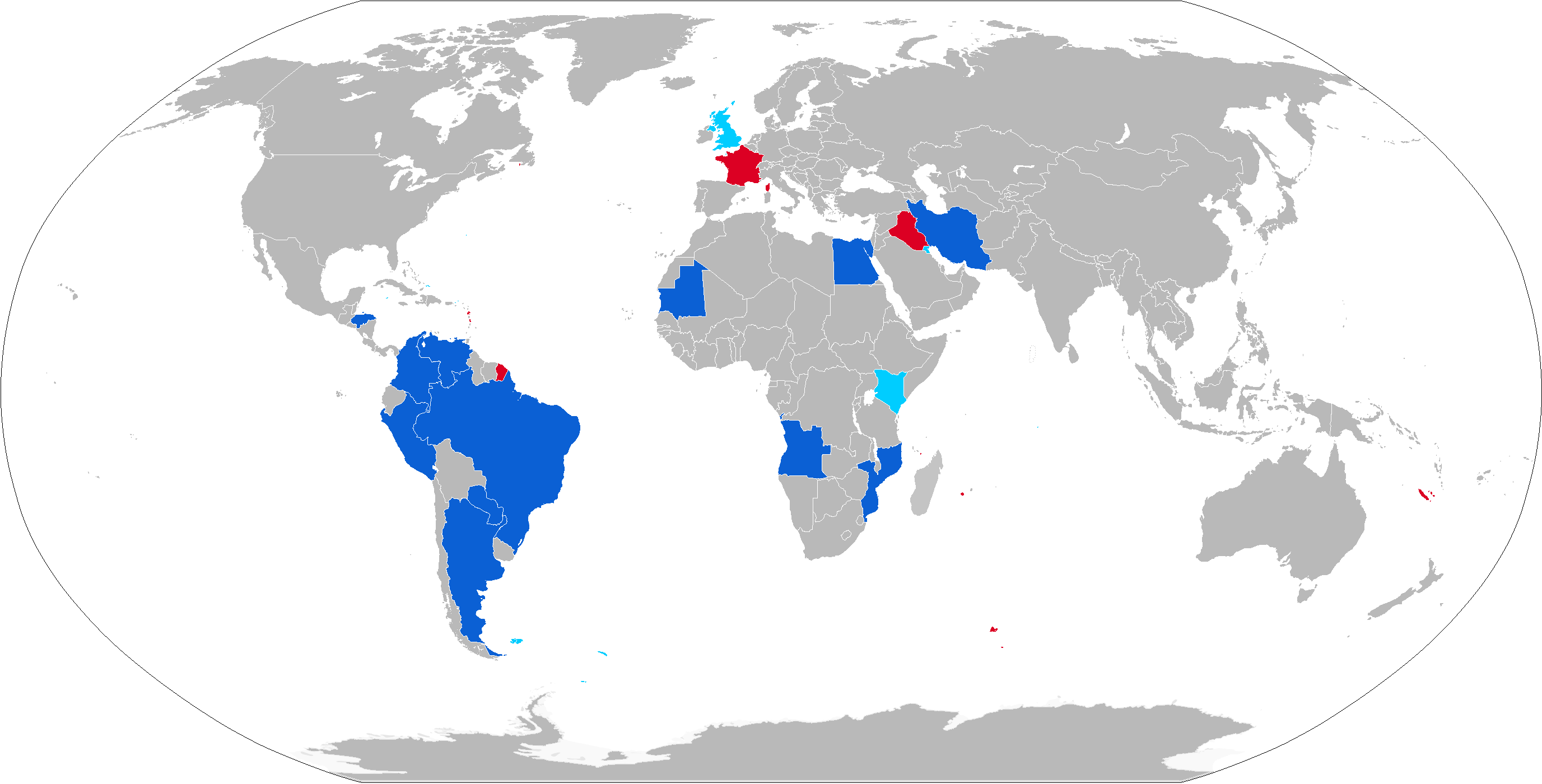
Uživatelé letounů EMB-312 Tucano (tmavě modrá) a Shorts Tucano (světle modrá), včetně bývalých uživatelů (červená)

- Angola Angolské letectvo získalo 14 letounů EMB-312.[5]

- Argentina Argentinské letectvo získalo 30 kusů.[3]

- Brazílie Brazilské letectvo získalo celkem 118 cvičných letounů T-27 a 50 bitevních AT-27.[2]

- Egypt Egyptské letectvo získalo 54 kusů.[3]

- Francie Francouzské letectvo v letech 1993-2009 provozovalo 50 letounů EMB-312F, které nahradily cvičné letouny Fouga Magister. Roku 2009 byly kvůli úsporám vyřazeny.[6]

- Honduras Honduraské letectvo získalo 12 kusů.[3]

- Irák Irácké letectvo získalo 80 kusů.[3]

- Írán Íránské letectvo získalo 25 kusů.[3]

- Keňa Keňské letectvo získalo 12 letounů Shorts Tucano.[2]

- Kolumbie Kolumbijské letectvo získalo 14 kusů.[3]

- Kuvajt Kuvajtské letectvo získalo 16 letounů Shorts Tucano.[2]

- Mauritánie Mauritánské letectvo roku 2010 získalo čtyři původně francouzské EMB-312F. Roku 2011 jeden havaroval.[6]

- Mosambik Mosambické letectvo získalo 3 letouny jako dar od Brazílie.[7]

- Paraguay Paraguayské letectvo získalo 6 kusů.[3]

- Peru Peruánské letectvo získalo 30 kusů.[3]

- Spojené království Royal Air Force získalo 130 letounů Shorts Tucano T.Mk 1. Dodávky začaly roku 1987.[2]

- Venezuela Venezuelské letectvo získalo 31 kusů.[3]

## Specifikace (EMB-312 Tucano)

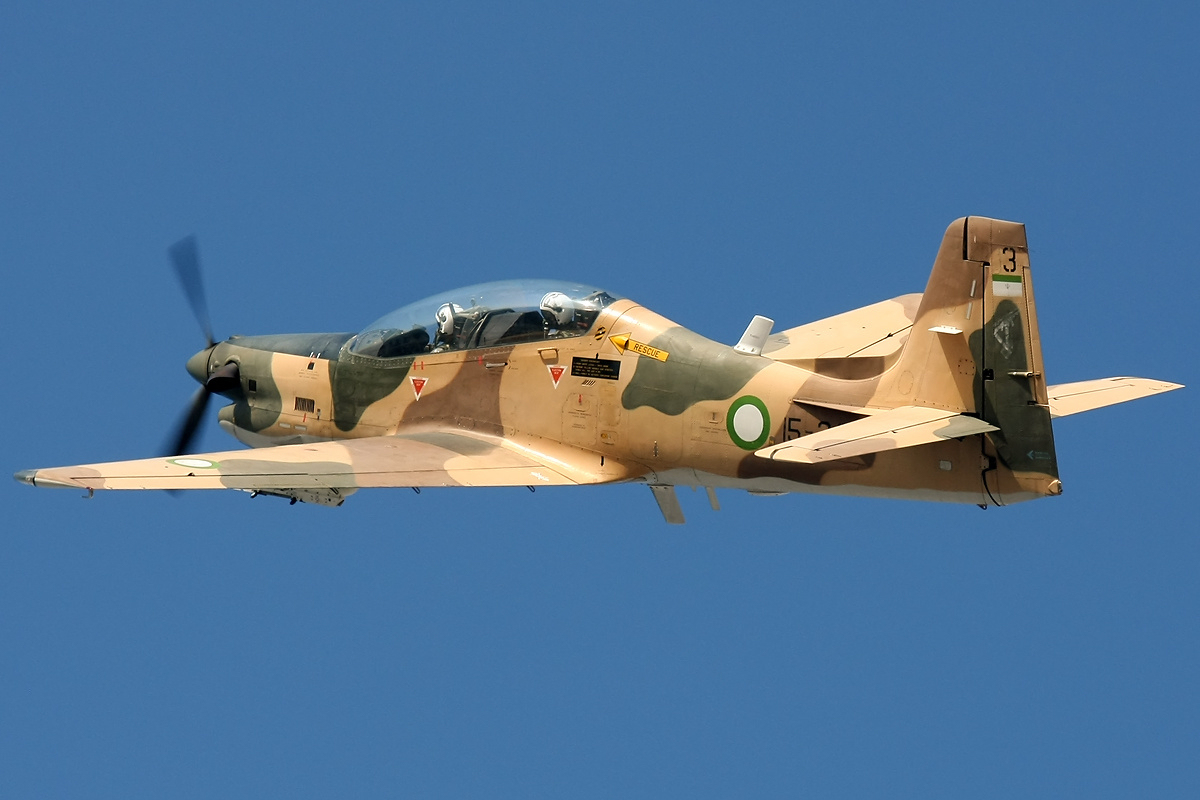
EMB-312 Tucano íránských revolučních gard

### Technické údaje
- Posádka: 2
- Rozpětí: 11,14 m
- Délka: 9,86 m
- Výška: 3,40 m
- Nosná plocha: 19,40 m²
- Hmotnost prázdného letounu: 1810 kg
- Max. vzletová hmotnost: 3175 kg
- Pohonná jednotka: 1× turbovrtulový motor PT6A-25C
- Výkon pohonné jednotky: 560 kW (750 hp)

### Výkony
- Cestovní rychlost:  347 km/h
- Maximální rychlost: 457 km/h
- Dostup: 9150 m
- Dolet: 2112 km
- Stoupavost: 13,2 m/s